# Équipe cycliste Smith's
L'équipe cycliste Smith's (connue précédemment comme Roméo-Smith's) est une équipe cycliste belge, qui a existé entre 1966 et 1968. La formation est créée à la suite de la scission de l'équipe Flandria-Roméo qui comptait dans ses rangs les cyclistes Guido Reybrouck, Noël Foré, Willy Planckaert et Martin Van Den Bossche. 
L'équipe remporte notamment Liège-Bastogne-Liège avec Valere Van Sweevelt en 1968, ainsi que treize victoires d'étapes en quatre participations sur les grands tours.

## Principales victoires

### Classique
- Paris-Tours : Guido Reybrouck (1966)
- Circuit du Pays de Waes : Martin Van Den Bossche (1967)
- Grand Prix de la ville de Zottegem : Roland Van de Ryse (1967)
- Grand Prix Jef Scherens : Robert Lelangue (1967)
- Grand Prix Pino Cerami : Willy Planckaert (1967) et Julien Stevens (1968)
- Liège-Bastogne-Liège : Valere Van Sweevelt (1968)
- Prix national de clôture : Frans Brands (1968)
- Nokere Koerse : Frans Brands (1968)
- Flèche côtière : Albert Van Vlierberghe (1968)
- Grand Prix E3 : Jaak De Boever (1968)
- Tour du Limbourg : Leo Duyndam (1968)
- Grand Prix du 1er mai : René Corthout (1968)

### Courses par étapes
- Tour de Luxembourg : Edy Schutz (1966), Frans Brands (1967)

## Résultats sur les grands tours
| - Tour de France - 1 participation (1966) - 6 victoires d'étapes - 6 en 1966 : Guido Reybrouck, Willy Planckaert (2), Edy Schutz, Albert Van Vlierberghe et Georges Vandenberghe - 0 classement final - 1 classement annexe - Classement par points : Willy Planckaert (1966) | - Tour d'Italie - 2 participations (1967, 1968) - 5 victoires d'étapes - 5 en 1967 : Willy Planckaert (3), Albert Van Vlierberghe et Georges Vandenberghe - 0 classement final - 0 classement annexe | - Tour d'Espagne - 1 participation (1967) - 2 victoires d'étapes - 2 en 1967 : Guido Reybrouck et Jan Lauwers - 0 classement final - 0 classement annexe |